# Lago Epuyén (Chubut)
Lago Epuyén o Barrio Alborada es una localidad argentina ubicada en el departamento Cushamen de la provincia del Chubut. Depende administrativamente de Epuyén, de cuyo centro urbano dista unos 6 km al oeste. Se encuentra ubicada en la margen este del lago Epuyén, importante atractivo turístico, y lindante con el parque municipal Puerto Bonito.
Cuenta con una escuela primaria, red eléctrica y gas natural. Sus principales actividades son el turismo y las frutas finas.

## Población
Cuenta con 392 habitantes (Indec, 2010), lo que representa un incremento del 4% frente a los 377 habitantes (Indec, 2001) del censo anterior.
| Gráfica de evolución demográfica de Lago Epuyén entre 1991 y 2010 |
|                                                                   |
| Fuente: Censos nacionales del INDEC                               |